# جورج كينان

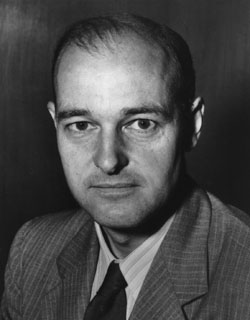
جورج كينان

جورج فورست كينان (بالإنجليزية: George F. Kennan)‏ (ولد 16 فبراير 1904 - مات 17 مارس 2005) كانَ ولسنوات عضواً في قسم الشؤون الخارجية للولايات المتحدة. وكمُخططٍ للسياسات الخارجية في أواخر الأربعينيات والخمسينيات، ولقد أغعتبر «مهندسَ» الحرب الباردة بدعوته لاحتواء الاتحاد السوفيتي. أحد أسلافه، جورج كينان، كان مستكشفاً وكاتباً.
وُلد كينان في ميلواكي، ويسكونسن لكوسِث كينان وفلورنسا جيمس كينان، ولقد التحق بأكاديمية ساينت جون العسكرية وفيما بعد بجامعة برينستون، وتخرجَ منها في 1925 مُلتحقاً بالسلك الدبلوماسي.
كانت مهمته الأولى في جنيف، ثم انتقل بعدها لهامبورغ في 1927 وتالين في 1928. وفي السنة التالية كُلف بمهمة كسكراتيرٍ ثالثٍ متصل بجمهوريات البلطيق. وفي 1931 تزوج من النرويجية آناليس سورانسين، وهو نفس العام الذي بدأ فيه بتعلم اللغة والثقافة الروسية في برلين وهي محاولة من وزارة الخارجية للاعتراف بالاتحاد السوفيتي.
وعند افتتاح السفارة الأمريكية في موسكو في عام 1933، انتقل كينان مع السفير وليام بولت، حيث خدمها حتى عام 1937. بعدها قضى عاماً في الولايات المتحدة، وعاماً في براغ، وبعدها في 1940، انتقل للسفارة الأمريكية في برلين، حيث خدم كسكراتيرٍ أول تحت سمنر ويلز حيث عمل جاهداً لإيجاد تسوية سلام. ولقد كان في برلين حينما أعلنت الولايات المتحدة الحرب على ألمانيا النازية حيث مكث عدة شهور لم يستطع فيها الهرب إلا في 1942.
وأثناء الحرب مَثل كينان الولايات المتحدة في البرتغال وأصبح مفوضاً من قبلها في اللجنة الأوروبية الاستشارية، ثم عاد في 1944 ليعمل في السفارة الأمريكية بموسكو.
وفي 1947، وكل جورج مارشل كينان مهمة التخطيط لسياسات وزارة الخارجية حيث خرج بسياسة الاحتواء تحت اسمٍ مجهول في مقال بمجلة الشؤون الخارجية تحت عنوان «مصادر التحكم بالاتحاد السوفيتي»، واشتهرت باسم مقال المجهول (أو مقال سين) في يوليو من عام 1947. ثم عُيّن سفيراً للولايات المتحدة في الاتحاد السوفيتي في 1952، ولكن تم استعداؤه في أكتوبر بشأن تعليقاتٍ أطلقها في برلين تسببت بأزمة دبلوماسية. تحديداً حينما قارن الاتحاد السوفيتي بألمانيا النازية، حيث اعتبر شخصاً لا يحظى بالترحاب.
وتقاعد كينان من الشؤون الخارجية في 1953، حيث اشترك في مؤسسة الدراسات المتقدمة في برينستون حتى فترة التقاعد، ولقد مُنح جائزة بولتزر لكتابه «روسيا تترك الحرب» و«الذكريات.»
راجع أيضاً: أصول الحرب الباردة

## النشأة والمهنية
ولد كينان في ميلووكي، ويسكونس، لكوسوث كينت كينان، وهو محام متخصص في قانون الضرائب، وهو من سلالة مستوطني سكوتش - الأيرلنديين الفقراء الأوساخ في كونيتيكت وماساشوستس في القرن الثامن عشر، والذي سمي على اسم الوطني الهنغاري لاجوس كوسوث (1802 - 1802) 94)،[ وفلورنس جيمس كينان. توفيت السيدة كينان بعد شهرين بسبب التهاب الصفاق بسبب تمزق في الزائدة، على الرغم من أن كينان يعتقد منذ فترة طويلة أنها توفيت بعد ولادة له. رثى الولد دائمًا عدم وجود أم؛ لم يكن قريبًا من والده أو زوجة أبيه، ولكنه كان قريبًا من أخواته الأكبر سناً.
في سن الثامنة، ذهب إلى ألمانيا ليبقى مع زوجته من أجل تعلم اللغة الألمانية. التحق بأكاديمية سانت جون العسكرية في ديلافيلد، ويسكونسن، ووصل إلى جامعة برينستون في النصف الثاني من عام 1921. غير معتاد على أجواء النخبة في دوري اللبلاب، وجد كنان الخجول والمنطوّف سنواته الجامعية الصعبة والوحدة. بعد حصوله على درجة البكالوريوس في التاريخ في عام 1925، فكّر كينان في التقدم إلى كلية الحقوق، لكنه قرر أنها مكلفة للغاية وبدلاً من ذلك اختار التقدم إلى وزارة الخارجية الأمريكية المشكلة حديثًا. اجتاز الامتحان التأهيلي، وبعد سبعة أشهر من الدراسة في كلية الخدمة الخارجية في واشنطن، حصل على أول وظيفة له كنائب قنصل في جنيف، سويسرا. في غضون عام تم نقله إلى وظيفة في هامبورغ، ألمانيا. خلال عام 1928، فكر كينان في ترك الخدمة الخارجية للدراسة في الكلية. بدلاً من ذلك، تم اختياره لبرنامج تدريبي لغوي يمنحه ثلاث سنوات من الدراسة على مستوى الدراسات العليا دون الاضطرار إلى ترك الخدمة.
في عام 1929 بدأ كينان برنامجه حول التاريخ والسياسة والثقافة واللغة الروسية في المعهد الشرقي بجامعة برلين. عند القيام بذلك، كان على خطى ابن عم جده الأصغر، جورج كينان (1845-1924)، وهو خبير كبير في القرن التاسع عشر في الإمبراطورية الروسية ومؤلف كتاب سيبيريا ونظام المنفى، وهو وثيقة مقبولة من عام 1891 عن نظام السجن القيصري. خلال مسيرته الدبلوماسية، كان كينان يتقن عددًا من اللغات الأخرى، بما في ذلك الألمانية والفرنسية والبولندية والتشيكية والبرتغالية والنرويجية.
في عام 1931، تمركز كينان في مفوضية ريغا، لاتفيا، حيث عمل كسكرتير ثالث في الشؤون الاقتصادية السوفيتية. من وظيفته، «نما كينان إلى الاهتمام الناضج في الشؤون الروسية». عندما بدأت الولايات المتحدة الدبلوماسية الرسمية مع الحكومة السوفيتية خلال عام 1933 بعد انتخاب الرئيس فرانكلين دي روزفلت، رافق كينان السفير ويليام سي. بيليت إلى موسكو. بحلول منتصف الثلاثينيات من القرن الماضي، كان كينان من بين الخبراء الروس المدربين تدريباً مهنياً على موظفي السفارة في موسكو، إلى جانب تشارلز إي بوهلين ولوي دبليو هندرسون. تأثر هؤلاء المسؤولون بالمدير الطويل لقسم شؤون أوروبا الشرقية بوزارة الخارجية، روبرت ف. كيلي.
```
لقد اعتقدوا أنه لا يوجد أساس للتعاون مع الاتحاد السوفيتي، حتى ضد الخصوم المحتملين.
[
29
]
 وفي الوقت نفسه، درس كينان 
التطهير الكبير
 الذي قام به 
ستالين
، مما سيؤثر على رأيه في الديناميات الداخلية للنظام السوفيتي لبقية حياته.
```

وجد كينان نفسه في خلاف كبير مع جوزيف ديفيز، خليفة بوليت كسفير للاتحاد السوفيتي، الذي دافع عن التطهير الكبير والجوانب الأخرى لحكم ستالين. لم يكن لكنان أي تأثير على قرارات ديفيس، وقد اقترح الأخير نقل كينان خارج موسكو بسبب «صحته». فكر كينان مرة أخرى في الاستقالة من الخدمة، لكنه بدلاً من ذلك قرر قبول المكتب الروسي في وزارة الخارجية في واشنطن. رجل لديه رأي رفيع في نفسه، بدأ كينان في كتابة المسودة الأولى لمذكراته في سن 34 عندما كان لا يزال دبلوماسيًا جديدًا نسبيًا. لقد تضمن الكثير من الجدل في اليوم الأخير حول مقال كتبه كينان بعنوان «الشروط المسبقة» والذي جادل فيه بأن الولايات المتحدة يجب أن تصبح «دولة استبدادية» وأن الاقتراع يجب تجريده من جميع النساء الأمريكيات والمهاجرين والأفريقيين الأمريكيين. لأنه شعر أن الذكور الأمريكيين البيض المولودين في الولايات المتحدة فقط هم الذين لديهم الذكاء اللازم للتصويت.
بحلول سبتمبر 1938، تم تعيين كينان في وظيفة في مفوضية براغ. بعد احتلال الجمهورية التشيكية من قبل ألمانيا النازية في بداية الحرب العالمية الثانية، تم تعيين كينان في برلين. هناك، أقر سياسة الولايات المتحدة للإقراض، لكنه حذر من إظهار أي فكرة عن التأييد الأمريكي للسوفيت، الذين اعتبرهم حليفا غير مناسب. تم احتجازه في ألمانيا لمدة ستة أشهر بعد أن أعلنت ألمانيا، تليها دول المحور الأخرى، الحرب على الولايات المتحدة في ديسمبر 1941.
في سبتمبر 1942، تم تعيين كينان كمستشار في لشبونة، البرتغال، حيث كان يؤدي بحكمة وظيفة إدارة الاستخبارات والعمليات الأساسية. في يناير 1944 تم إرساله إلى لندن، حيث عمل مستشارًا للوفد الأمريكي في اللجنة الاستشارية الأوروبية، والتي عملت على إعداد سياسة الحلفاء في أوروبا. هناك، أصبح كينان أكثر خيبة أملًا من وزارة الخارجية، التي اعتقد أنها تتجاهل مؤهلاته كأخصائي مدرب. ومع ذلك، في غضون أشهر من بداية المهمة، تم تعيينه نائبا لرئيس البعثة في موسكو بناء على طلب من و. أفيريل هاريمان، سفير الاتحاد السوفيتي.

## حياته الأكاديمية واللاحقة
في عام 1957، دعت هيئة الإذاعة البريطانية كينان لإلقاء محاضرات ريث السنوية، وهي عبارة عن سلسلة من ست محاضرات إذاعية كانت بعنوان روسيا وأتوم والغرب. غطت هذه التاريخ والتأثير والنتائج المحتملة للعلاقات بين روسيا والغرب.
بعد انتهاء منصبه كسفير قصير في يوغوسلافيا خلال عام 1963، أمضى كينان بقية حياته في الأكاديمية، وأصبح ناقدًا واقعيًا رئيسيًا للسياسة الخارجية الأمريكية. بعد أن أمضى 18 شهرًا كعالم في معهد الدراسات المتقدمة بين عامي 1950 و 1952، التحق كينان نهائيًا بكلية كلية الدراسات التاريخية بالمعهد في عام 1956. خلال حياته المهنية هناك، كتب كينان سبعة عشر كتابًا وعشرات المقالات حول العلاقات الدولية. فاز بجائزة بوليتزر للتاريخ، جائزة الكتاب الوطني للقصص، جائزة بانكروفت، وجائزة فرانسيس باركمان لروسيا تغادر الحرب، التي نشرت في عام 1956. فاز مرة أخرى بجائزة بوليتزر وجائزة الكتاب الوطني  في عام 1968 للمذكرات، 1925-1950. نُشر في عام 1974 مجلد ثانٍ، تناول فيه ذكرياته حتى عام 1962. ومن بين أعماله الأخرى الدبلوماسية الأمريكية 1900-1950، اسكتشات من الحياة، التي نُشرت في عام 1989، وأروند ذا كراغيد هيل في عام 1993.
تصل أعماله التاريخية بشكل صحيح إلى سرد مكون من ستة مجلدات للعلاقات بين روسيا والغرب من عام 1875 إلى عصره؛ تم تخطيط الفترة من 1894 إلى 1914 ولكن لم تكتمل. كان مهتمًا بشكل رئيسي بـ:
- حماقة الحرب العالمية الأولى كخيار للسياسة؛ وهو يقول إن تكاليف الحرب الحديثة، المباشرة وغير المباشرة، تجاوزت بشكل متوقع فوائد القضاء على آل هوهنتسولرن.
- عدم فعالية دبلوماسية القمة، مع كون مؤتمر فرساي مثالاً على ذلك. يتعين على القادة الوطنيين فعل الكثير لإعطاء أي مسألة واحدة الاهتمام الدائم والمرن الذي تتطلبه المشاكل الدبلوماسية.
- تدخل الحلفاء في روسيا في 1918-1919. لقد كان غاضبًا من الروايات السوفيتية عن مؤامرة رأسمالية واسعة ضد أول دولة عاملة في العالم، وبعضها لا يذكر الحرب العالمية الأولى؛ لقد كان غاضبًا بنفس القدر من قرار التدخل باعتباره مكلفًا ومضرًا. وهو يجادل بأن التدخلات، من خلال إثارة القومية الروسية، ربما تكون قد ضمنت بقاء الدولة البلشفية.

## مؤلفاته
- السياسة الأمريكية من عام 1900 - 1950، (1951)
- الواقعية في سياسة أمريكا الخارجية، (1954)
- روسيا تتركُ الحرب، (1956)
- الرغبة في التطفل، (1958)
- روسيا والذرة والغرب، (1958)
- روسيا والغرب إبان عهد لينين وستالين، (1961)
- الذكريات، من عام 1925 - 1950، (1967)
- من براغ بعد ميونخ، أوراق دبلوماسية، من عام 1938 - 1940، (1968)
- الماركيز دو كوستين وروسياه في 1839، (1971)
- الذكريات، من عام 1950 - 1963، (1972)
- تراجع نظام بسمارك الأوروبي، والعلاقات الفرانكو-روسية، من عام 1875 - 1890، (1979)
- الوهم النووي: العلاقات الروسية-الأمريكية في العصر النووي، (1982)
- الحليف الضرورة: فرنسا، وروسيا، وبداية الحرب العالمية الأولى، (1984)
- صور من الحياة، (1989)
- التل الصعب: فلسفة شخصية وسياسية، (1993)
- على نهاية القرن: انعاكاسات من العام 1982 - 1995، (1996)
- عائلة أمريكية: آل كينان، الأجيال الثلاث الأولى، (2000)

## روابط خارجية
- جورج كينان على موقع الموسوعة البريطانية (الإنجليزية)
- جورج كينان على موقع مونزينجر (الألمانية)
- جورج كينان على موقع إن إن دي بي (الإنجليزية)
- جورج كينان على موقع ديسكوغز (الإنجليزية)